# Baigiš – 7C
Baigiš – 7C je optički uređaj namijenjen za promatranje i snimanje terena po prirodnom intezitetu svjetlosti noću i u sumraku.
Upotreba Baigiša je moguća u tri dijela:
- s binokularom pri panoramskom promatranju s oba dva oka,
- s okularom pri detaljnom promatranju objekta,
- s projekcijskim objektivom pri snimanju promatrane slike fotoaparatom.

Radno obilježje uređaja Baigiša je da kada promatramo figuru čovjeka pomoću njega, tada ga možemo vidjeti s binokularom i okularom na 300m. Ovaj uređaj daje uvećanje s binokularom od 2-4puta a okularom 4-3puta. Kut gledanja s ovim uređajem je 7o. Za rad koristi bateriju od 9V. Mjere sigurnosti i zaštite su opće.